# Ferry de Beauvoir
Pour les articles homonymes, voir Beauvoir.
Ferry de Beauvoir est un prélat catholique français qui fut le soixante-quatrième évêque d'Amiens de 1457 à 1473.

## Biographie

### Un début de carrière prometteur
Ferry de Beauvoir est héritier d'une famille noble d'Artois (les Arlus) par son père, et, d'une famille de barons picards (les Mailly) par sa mère.

Il est tour à tour licencié en décret, procureur des rois de France et d'Angleterre à la cour de Rome à partir de 1434, puis chancelier de la Cathédrale de Noyon dès 1436, Chanoine de Thérouanne et de Cambrai, puis d'Amiens en 1437.

### Évêque d'Amiens
Il est élu 64e évêque d'Amiens en 1457 grâce à Philippe le Bon (allié du Roi de France depuis 1435) et également Duc de Bourgogne.

En 1461, Ferry de Beauvoir assiste au sacre de Louis XI (Roi de France, fils de Charles VII, mort cette même année).

### Fidèle au duc de Bourgogne
En 1463, Louis XI racheta la cité d'Amiens (aux Anglais) ; malgré tout, l'évêque d'Amiens resta fidèle à la Maison de Bourgogne, et en 1465, il refusa le service militaire pour les gens de l'Église (il refusa que les ecclésiastiques fassent la guerre) ; il refusa ainsi de "barrer la route" au Comte de Charolais qui marchait alors vers Paris.

Charles le Téméraire (duc de Bourgogne) put reprendre Amiens et retenir Louis XI prisonnier, qui pour obtenir sa libération signa le Traité de Péronne et par la même redonner Amiens au duc de Bourgogne.

### Exil à Montreuil
Pendant le temps où Louis XI détient Amiens, Ferry de Beauvoir (fidèle à la maison de Bourgogne), est obligé de s'exiler à Montreuil : ville-frontière de son diocèse restée aux mains du duc de Bourgogne.

C'est là qu'il meurt le 28 février 1473, il est inhumé dans la collégiale de Saint-Firmin de la ville.
Ce n'est que dix-sept ans plus tard, le 4 mars 1489, que son corps est transféré à la Cathédrale d'Amiens.

Cette translation est due au souhait de son neveu Adrien de Hénencourt, et également à l'obtention de l'autorisation des chanoines de la cathédrale de l'inhumer honorablement. Un magnifique monument funéraire dans la clôture du chœur de la Cathédrale d'Amiens fut réalisé pour recevoir le dépouille.

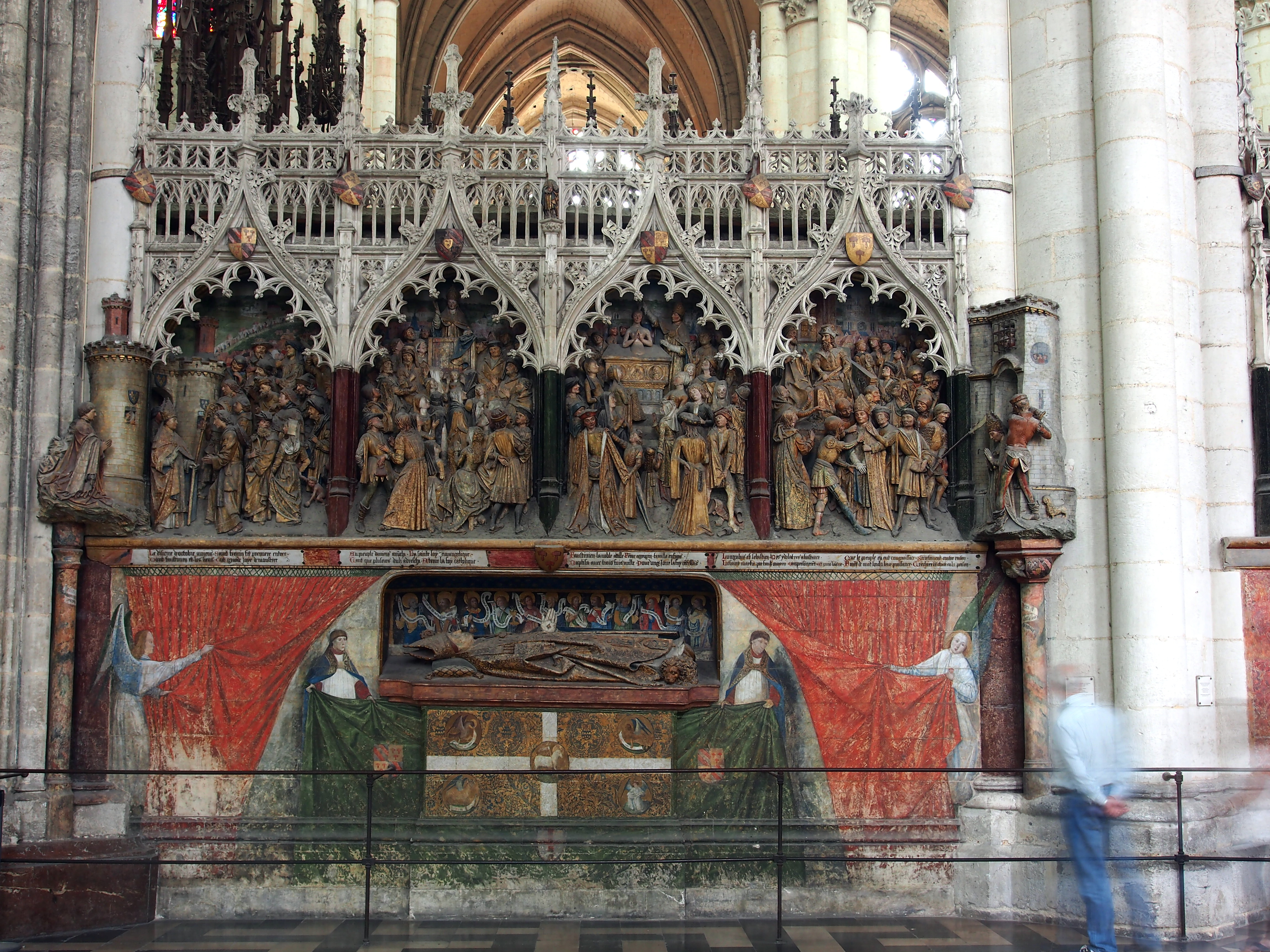
Cathédrale d'Amiens, tombeau de Ferry de Beauvoir

## Tombeau de Ferry de Beauvoir
Le gisant de Ferry de Beauvoir abrité sous un enfeu et mis en scène par le décor peint, est le point focal de tout le soubassement. L'évêque, revêtu de ses attributs épiscopaux (avec un collège apostolique brodé sur l'orfroi de sa chape), les pieds appuyés sur un lion, est encadré par deux pleurants qui lisent l'office des morts, a un lion a ses pieds. 
La mise en scène peinte sous l'enfeu et qui dévoile en deux temps le gisant posé sur le sarcophage, évoque sans doute les rites pratiqués à proximité autour des corps saints sur l'autel majeur : deux anges écartent une courtine rouge et laissent apparaître deux chanoines écartant des tentures qui découvrent le catafalque du gisant, recouvert d´un décor peint simulant un drap mortuaire. Ce drap est orné d´une grande croix avec l'Agnus Dei à l'intersection des bras et les symboles des évangélistes dans les quartiers qu'elle dessine.